# Arácio
Arácio (em grego: 'Αράτιος; romaniz.: Arátios; m. 552) foi um oficial militar bizantino de origem armênia do século VI, ativo sob o imperador Justiniano (r. 527–565). Irmão dos oficiais Isaque e Narses e provável membro da família Camsaracano, inicialmente serviu ao Império Sassânida sob o xá Cavades I (r. 488–496; 499–531). Durante primeiros anos da Guerra Ibérica, combateu com Narses as tropas do Império Bizantino que penetraram a Armênia sob comando de Belisário e Sitas.
Em 530, desertou com seus irmãos para os bizantinos e foram então incorporados no exército imperial. Em meados da década de 530, foi nomeado duque da Palestina e teve papel ativo na supressão dos ataques das tribos sarracenas à província. No final da década de 530 e provavelmente durante a década seguinte inteira, esteve envolvido em operações militares na Itália contra o Reino Ostrogótico e na década de 550 foi enviado aos Bálcãs para confrontar tribos hostis que estavam invadindo a região. Foi morto numa emboscada em 552. As fontes primárias sobre ele incluem Corício de Gaza e Procópio de Cesareia.

## Biografia
Arácio era um nativo da Armênia. Era um irmão de Isaque e Narses; seu irmão não deve ser confundido com o famoso general Narses. Corício de Gaza descreve-o como originário de uma boa família, cujo nome não é citado, e tendo distintos irmãos. Historiadores modernos sugerem que poderiam ser parte da família Camsaracano, da qual o general Narses fazia parte.

### Guerra Ibérica

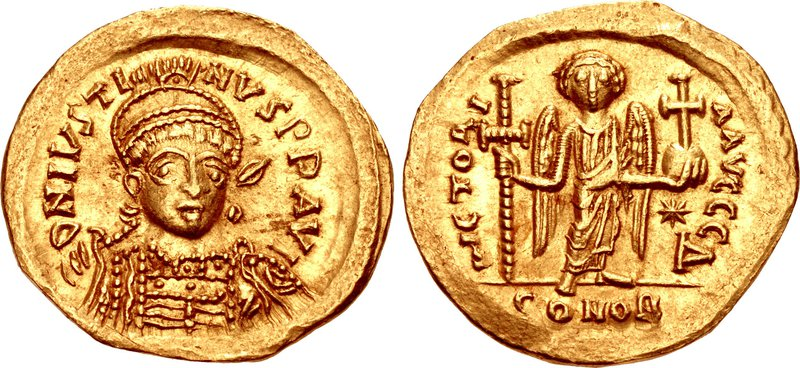
Soldo de r.

Fronteira romano-persa na Antiguidade Tardia

Arácio e Narses foram mencionados pela primeira vez em 527, quando estavam lutando pelo Império Sassânida na Guerra Ibérica (526–532). Ambos conseguiram a vitória sobre os comandantes bizantinos Belisário e Sitas. A batalha foi brevemente descrita por Procópio: "e os romanos, sob a liderança de Sitas e Belisário, fizeram incursão na Armênia, um território sujeito aos persas, onde saquearam uma grande extensão do país e então retrocederam com uma grande multidão de armênios cativos. Estes dois homens eram ambos jovens e usavam suas primeiras barbas, guarda-costas do general Justiniano, que mais tarde dividiu o império com seu tio Justino I (r. 518–527). Mas quando uma segunda incursão foi feita pelos romanos na Armênia, Narses e Arácio inesperadamente os confrontaram e engajaram-se em batalha. Estes homens não muito tempo depois disso vieram para os romanos como desertores, e fizeram a expedição à Itália com Belisário; mas nesta ocasião eles juntaram batalha com as forças de Sitas e Belisário e ganharam vantagem sobre eles."
No verão de 530, Arácio e Narses desertaram ao Império Bizantino e levaram suas mães. Foram acolhidos e recompensados pelo eunuco Narses, um companheiro persarmênio; naquele momento este Narses ainda não era um general, mas um sacelário. Logo eles foram acompanhados por Isaque. Procópio narra: "Narses e Arácio que no começo desta guerra, como já disse acima, tiveram um encontro com Sitas e Belisário na terra dos persarmênios, vieram junto de suas mães como desertores para os romanos; e o mordomo do imperador, Narses, recebeu-os (por também ser persarmênio de nascimento), e presenteou-os com uma grande soma de dinheiro. Quando isto veio para o conhecimento de Isaque, o irmão mais jovem deles, ele secretamente abriu negociações com os romanos, e entregou-lhes a fortaleza de Bolo, que fica perto dos limites de Teodosiópolis. Pois ordenou que os soldados deviam ser escondidos em algum lugar nas proximidades, e recebeu-os na fortaleza de noite, abrindo sorrateiramente um pequeno portão para eles. Assim, ele também veio para Bizâncio."

### Palestina
Arácio ressurgiu em 535/6, como duque da Palestina, quando Corício compôs um panegírico para Arácio e o arconte Estêvão, o governador da Palestina. Esta obra foi composta pouco antes de Estêvão ser promovido a procônsul da Palestina Prima, fato ocorrido em 1 de julho de 536. O texto inclui menções às atividades de Arácio nos anos seguintes. A inscrição lisonjeira de Corício caracterizou Arácio como homem capaz, misericordiosíssimo na administração da justiça e honesto em questões financeiras. À período foi creditado com o fim de uma revolta de desertores religiosos nas proximidade de Cesareia, tendo obtido sucesso nesta empreitada, aparentemente, sem apelar à força. Foi mencionado uma segunda vez como o estratego responsável por capturar uma fortaleza inimiga, que foi considerada inexpugnável. Quem eram os inimigos bárbaros é incerto, mas podem ter sido árabes hostis. Em sua terceira menção apareceu liderando uma força de cerca de 20 homens para abrir uma passagem que foi mantida fechada por ataques árabes, novamente supostamente sem batalha. Em sua próxima menção foi citado restaurando o controle bizantino sobre Iotabe (Tirã), anteriormente ocupada por tribos vizinhas. Arácio foi finalmente capaz de localizar o reduto destas tribos no continente, atacá-lo e capturá-lo. É particularmente elogiado pela receita trazida de Iotabe através das taxas aduaneiras pagas lá.

### Guerra Gótica

Mapa da Guerra Gótica

Procópio mencionou outra vez Arácio em 538. Foi enviado à Guerra Gótica na península Itálica, liderando um grupo de reforços para Belisário. O seu título daquele momento não foi registrado, mas pode ter sido mestre dos soldados ou conde dos assuntos militares. Provavelmente chegou na primavera ou verão daquele ano. Belisário ordenou que montasse seu acampamento próximo de Áuximo com mil homens. A cidade era reduto dos ostrogodos e a missão de Arácio era vigiar suas atividades. Passou o inverno de 538-539 em Firmo, continuando sua vigília. Em 539, ele e seu irmão Narses lideraram uma força armênia durante o cerco a Áuximo. Em 540, Arácio, seu irmão Narses, Bessas, e João caíram em desgraça com Belisário e foram enviados para longe de Ravena. Isto se deu porque naquele momento houve um atrito entre Belisário e o eunuco Narses, tendo o primeiro suspeitado que estes oficiais estariam servindo seu rival. Logo, porém, foi chamado de volta da Itália. Arácio presumivelmente continuou a lutar na Guerra Gótica, mas suas atividades ao longo da década seguinte não foram, em sua maioria, registradas.

### Anos finais

Bálcãs no século VI

Sua próxima ação foi em 549, quando, ao lado de Buzes, Constanciano e João, liderou uma força de 10 mil cavaleiros para ajudar os lombardos em seu confronto com os gépidas. Esta campanha foi de curta duração, pois os adversários concluíram um tratado de paz, fazendo desnecessária a presença das forças bizantinas. No começo de 551, Arácio foi um dos comandantes militares enviados para enfrentar os esclavenos que estavam saqueando os Bálcãs. Escolástico foi o líder geral da campanha. As forças bizantinas sofreram uma grande derrota nas proximidades de Adrianópolis, mas depois reagruparam-se e conseguiram uma vitória. Seus oponentes foram forçados a sair da área. Mais tarde naquele ano, Arácio foi novamente mencionado como estratego. Os cutrigures invadiram, atuando como agentes dos gépidas. Justiniano I enviou Arácio para negociar a retirada deles. Os bizantinos foram informados que a terra dos cutrigures haviam sido invadida pelos utigures.
Em 552, Arácio, Amalafredo, Justino, Justiniano e Suartuas foram enviados em uma nova missão aos lombardos para ajudá-los contra os gépidas. Amalafredo continuou com a missão, mas o resto foi logo chamado de volta pelo imperador. Conflitos religiosos irromperam em Ulpiana e eles foram necessários para restaurar a ordem. A Guerra Gótica ainda estava em curso. Em 552, Ildigisal e Goar invadiram a prefeitura pretoriana da Ilíria. Arácio, Arimudo, Leoniano e Recitango foram incumbidos de detê-los. Todos os quatro comandantes foram emboscados enquanto bebiam em um rio. Eles foram facilmente mortos.